# Steve Sowden
Steve Sowden (nacido el 14 de febrero de 1983) es un líder de adoración pentecostal australiano y cantante de la banda Planetshakers.

## Biografía

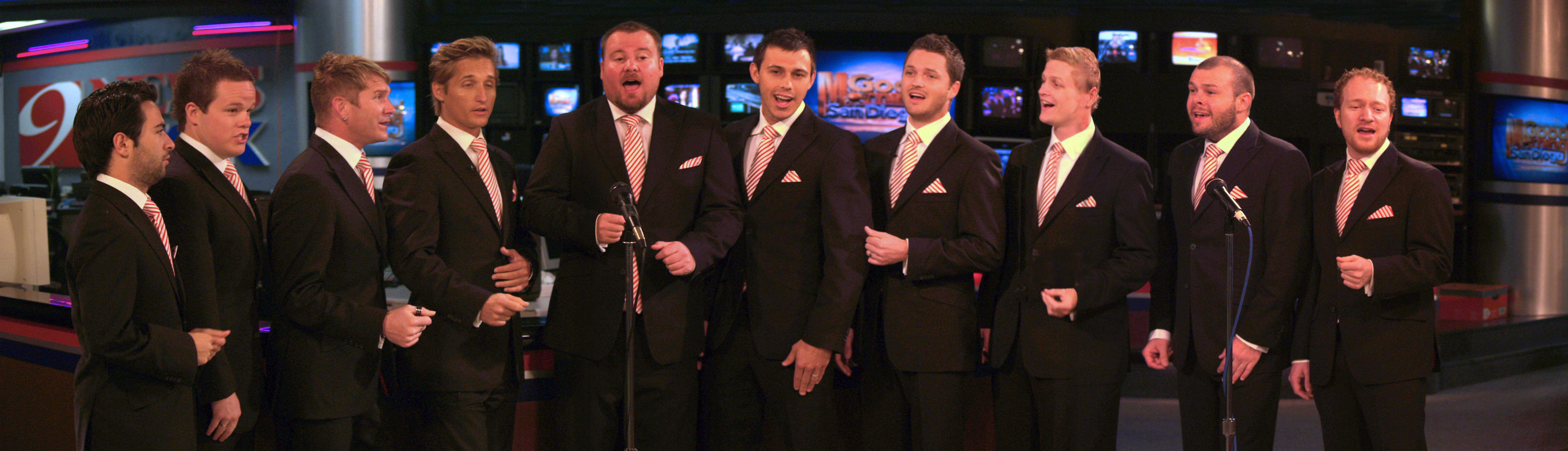
the Ten Tenors while performing at KUSI-TV in San Diego.

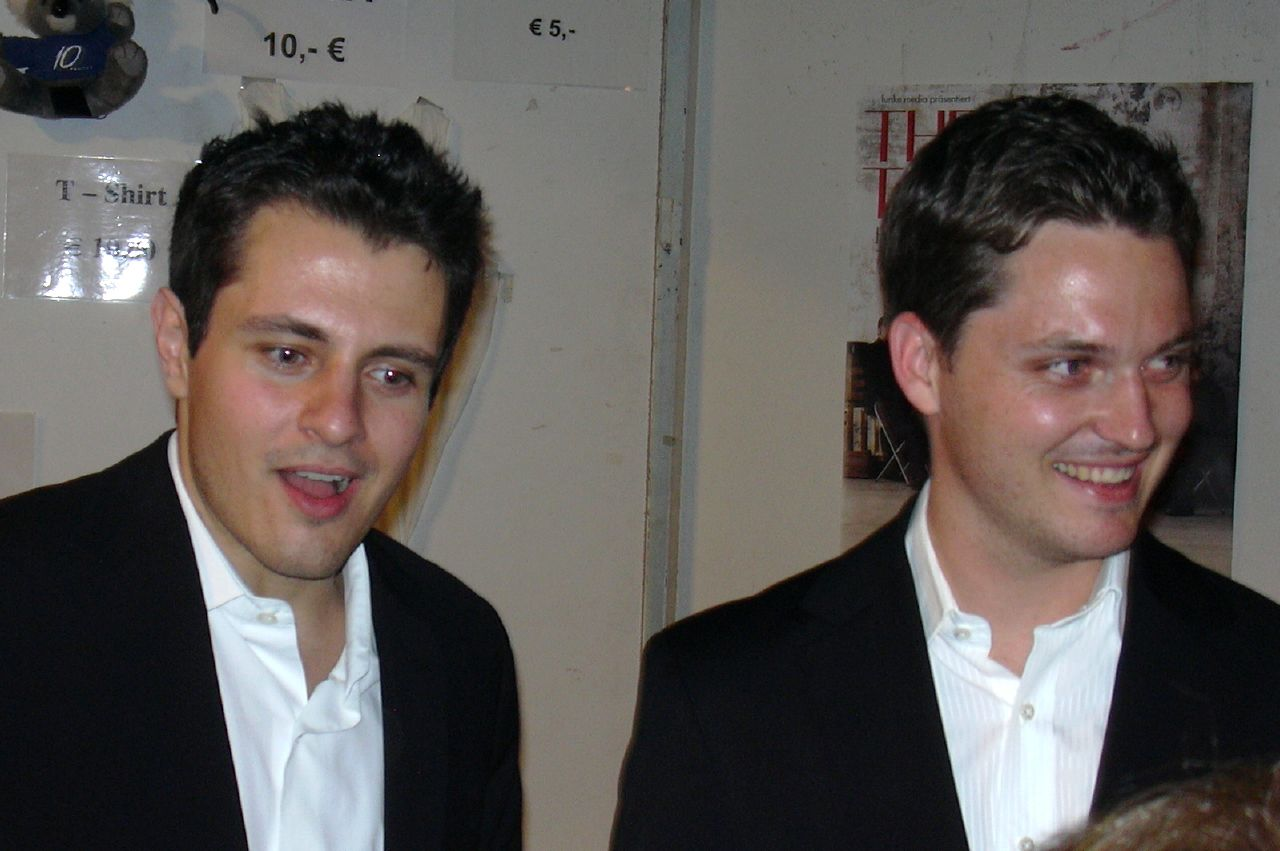
Adrian y Steve miembros de the Ten Tenors (2007).

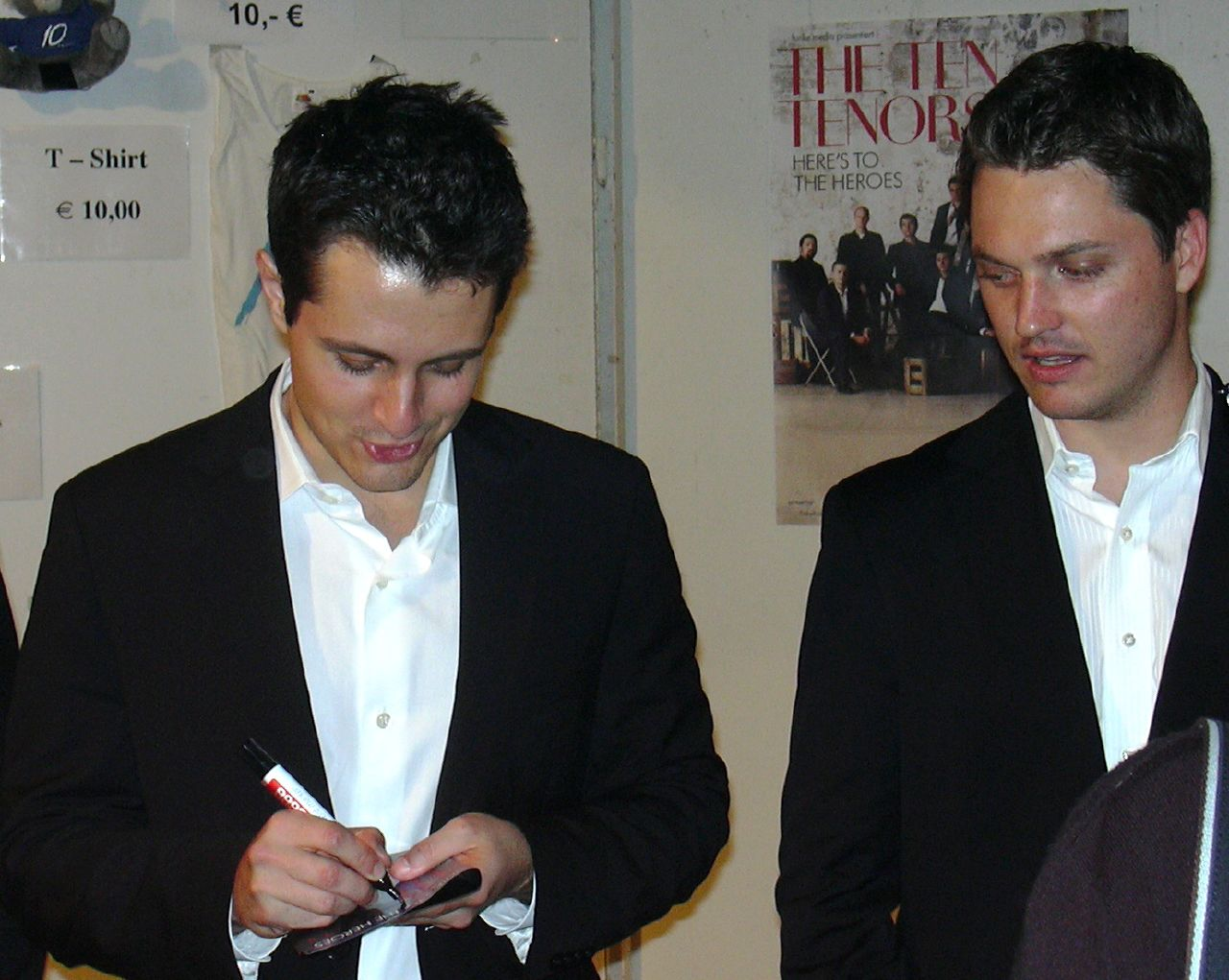
Adrian y Steve miembros de the Ten Tenors en la firma de autógrafos (2007).

Steve creció en un hogar cristiano y luego se unió a un equipo de adoración de la iglesia cuando era adolescente. Estudió canto y obtuvo una licenciatura en el Teatro Musical del Conservatorio de Música de Queensland Central en Australia. A lo largo de su carrera como cantante Sowden firmó un contrato en el extranjero con Tokyo DisneySea como vocalista en el teatro musical Revue desde 2005 hasta 2006. Al año siguiente se unió al grupo the Ten Tenors como vocalista principal en un grupo de voces masculinos de renombre internacional de 2006 a 2010. Desde el 2008 hasta ahora pertenece a la Iglesia Planetshakers, donde se desempeña como cantante y pastor.

## Vida personal
Steve Sowden se casó el 4 de enero de 2009 con Katie y juntos tienen cuatro hijos: Jonathan, Sophia, Eleanor y Joshua.

## Discografía

### The Ten Tenors
- 2006 – Here's to the Heroes No. 8 AUS[7]
- 2008 – Nostalgica No. 27 AUS[8]
- 2009 – Amigos Para Siempre
- 2011 – Double Platinum

### Planetshakers
- 2011 – Nothing Is Impossible (agosto de 2011)
- 2012 – Heal Our Land (en vivo, abril de 2012)[9]
- 2013 – Limitless (en vivo, enero de 2013)[10]
- 2014 – Endless Praise: Live (en vivo, marzo de 2014) (also a deluxe edition)[11]
- 2014 – Nada Es Imposible (en español, julio de 2014)
- 2014 – This Is Our Time: Live (en vivo, octubre de 2014) (also a deluxe edition)[12]
- 2015 – Outback Worship Sessions (mayo de 2015)[13]
- 2015 – #LETSGO (en vivo, septiembre de 2015) (also a deluxe edition)[14]
- 2016 – Momentum (Live in Manila) (marzo de 2016)[15]
- 2016 – Overflow: Live (en vivo, septiembre de 2016) (also a deluxe edition)[16]
- 2016 – Sé Quién Eres Tú (en español, noviembre de 2016)
- 2017 – Legacy (en vivo, septiembre de 2017) (also a deluxe edition)[17]
- 2017 – Legado (en español, noviembre de 2017)
- 2018 – Heaven on Earth (en vivo, octubre 2018) (also a deluxe edition)[18]
- 2019 – Rain (en vivo, septiembre de 2019)[19]
- 2019 – It's Christmas (noviembre de 2019)[20]
- 2020 – Over It All (noviembre de 2020)
- 2020 – It's Christmas Live (noviembre de 2020)